# Mitrocomella grandis
Mitrocomella grandis is een hydroïdpoliep uit de familie Mitrocomidae. De poliep komt uit het geslacht Mitrocomella. Mitrocomella grandis werd in 1965 voor het eerst wetenschappelijk beschreven door Kramp. 